# Tabitha Smith
Pour les articles homonymes, voir Meltdown, Big Bang (homonymie) et Tabitha (homonymie).
Tabitha Smith est un personnage de fiction, une super-héroïne appartenant à l'univers de Marvel Comics. Créée par Jim Shooter et Al Milgrom, elle apparait pour la première fois dans le comic book Secret Wars II #5 en novembre 1985.  Elle a porté les noms de code Big Bang, Boom Boom et Meltdown.

## Biographie du personnage
Née à Roanoke en Virginie, Tabitha Smith est une adolescente rebelle qui découvre ses pouvoirs de mutante à 13 ans. Ses parents, effrayés d'avoir enfanté un « monstre », la rejettent violemment.
Elle s'enfuit de la maison familiale et cherche de l'aide auprès du Professeur Xavier. Elle rencontre le Beyonder quand ce dernier prit un train pour se rendre à l'Institut Xavier. Elle est téléportée sur sa planète mais demande à revenir sur Terre, car elle n'était pas (encore) une super-héroïne. Elle réussit à lui faire affronter les Vengeurs.
Elle reprend sa vie de jeune fugueuse et est prise sous l'aile du Vanisher et de son équipe de voleurs. Le Vanisher lui apprend l'art du vol. Mais peu rassurée par ses actions, elle appelle Facteur-X. Après avoir rencontré Iceberg et le Fauve, elle décide de les suivre à leur QG. Elle rejoint par la suite la jeune équipe des X-Terminators et devient Big Bang.
Après la saga Inferno, Tabitha et certains X-Terminators rejoignent les Nouveaux Mutants. Elle tombe amoureuse de Rocket. Elle reste dans l'équipe quand cette dernière devient X-Force, sous le commandement de Cable. Elle se fait alors appeler Boomer et s'entraîne véritablement au combat, y gagnant confiance en elle et maîtrise de ses bombes grâce à Cable. Elle change à nouveau de nom et devient Meltdown.
Elle améliore l'utilisation de ses pouvoirs avec Peter Wisdom, jusqu'à sa 'mort'. Les membres de X-Force font alors semblant d'être tués publiquement et affrontent discrètement la sœur de Pete, Romany Wisdom.
Meltdown aide Cable dans une révolution contre Weapon X, et le rejoignit de nouveau quand il reforma X-Force pour combattre le Skornn.
Tabitha Smith a rejoint le H.A.T.E. (Highest Anti-Terrorism Effort), une filiale de la Beyond Corporation, formée pour combattre les Armes de Destruction Massive, en tant que membre de Nextwave. Cette équipe comprend Pulsar (Monica Rambeau, l'ancienne Captain Marvel/Photon des Vengeurs), Elsa Bloodstone, et Aaron Stack.
Meltdown conserve ses pouvoirs après le M-Day et est capturée par Bastion pour recevoir le virus Legacy et servir de bombe humaine. Elle faillit mourir d'une balle dans la tête alors qu'elle était aux mains de la Reine Lépreuse, mais est sauvée in extremis par X-23 qui abat la Reine. Elle est ensuite prise en charge par le SHIELD.

## Pouvoirs et capacités
- Tabitha a le pouvoir de créer des boules d'énergie psionique (en). La taille de ces bombes varie d'une bille (une sorte de gros pétard inoffensif) à une balle de volley-ball, capable de faire exploser des arbres ou des objets en métal. Elle peut contrôler la durée avant l'explosion, et même réduire le bruit provoqué.
- Elle peut aussi émettre des rayons d'énergie.
- Elle est forte dans les combats de corps à corps, entraînée au combat à mains nues par Câble.
- Elle excelle dans les jeux vidéo et est une voleuse accomplie, formée par le Vanisher.